# Дмитриевка (Ивановский район)
В Амурской область также есть сёла Дмитриевка в Мазановском районе и Дмитриевка в Свободненском районе.
Дми́триевка — село в Ивановском районе Амурской области России. Образует Дмитриевский сельсовет.

## География
Село Дмитриевка стоит на правом берегу реки Ивановка (левый приток Зеи).
Село Дмитриевка расположено в 5 км к северу от районного центра Ивановского района села Ивановка, на автодороге областного значения Белогорск — Ивановка — Тамбовка — Константиновка.

## История

### 1863 год
Село Дмитриева Ивановского района было образовано 15 августа 1863 года. Переселенцы из разных районов и областей расположились на берегу реки Будунда́ (сейчас — р. Ивановка). Первыми из них стали семьи Аргуновых, Кузьминых, Орловых. Существует версия появления названия села. Оно образовано от фамилии братьев Дмитриевых.

### Военные годы
В годы Гражданской войны из Дмитриевки в партизаны ушли 8 человек. Они участвовали в Павловском бою и в бою под станцией Борзя (Читинская область). Шесть человек погибли, а двое пропали без вести. Это:
- Степан и Федор Ралько
- Николай Золотухин
- Андреян Гавриленко
- Михаил Арзаменко
- Макар Ганжа
- Иван Тарасенко
- Семен Барарбан

В Великую Отечественную войну 68 человек ушли на фронт, 29 из них не вернулись.

## Население
| 2002 | 2010  | 2012  | 2013  | 2014 | 2015  | 2016 |
| ---- | ----- | ----- | ----- | ---- | ----- | ---- |
| 864  | ↗1020 | ↘1002 | →1002 | ↘989 | ↗1006 | ↘997 |
| 2017 | 2018  |       |       |      |       |      |
| ↘942 | ↗965  |       |       |      |       |      |

## Школа
1906 год. Здания школы пока не было, но грамотными хотели быть все дети. Учились в обычном хозяйском доме. В 1908 году здание школы все-таки было построено. В школе изучали арифметику, чтение, письмо. Писали грифелем на грифельных досках (около 50×30 см). Класс был всего один. Состав был примерно 20 человек. Вначале и в конце урока вставали и пели молитву «Боже, царя храни». Родители учеников должны были привезти топливо для школы — сколько в семье учеников, столько и возов дров. Обучение было бесплатным.
Когда отменили закон Божий (в 1922 году), ученики могли выступать в школе перед всеми жителями в праздники.
После окончания 4 классов начальной школы дети продолжали учёбу в Ивановской ШКМ (Школа Коммунистической Молодежи). С 1930 года в школе начинаются занятия с малограмотными. Занятия посещали и молодые, и старые.
В 1964 году родительский комитет поставил вопрос о строительстве нового здания школы, более крупного, где могли бы заниматься больше учеников. В этой стройке принимали участие почти все жители села. А уже к 1 сентября 1971 года была построена 8-летняя школа. В ней было:
- десять классных комнат,
- большой спортзал,
- мастерская.

В 1971 году в школе насчитывалось уже 173 ученика. Директором стал В. Попов. Через полгода директором стал Шестопалов Валентин Михайлович.
С 1986 г. школа стала средней. С 1988 г. начальная школа размещается в отдельном здании (бывший д/сад).
Педагогический состав школы на данный момент таков:
- Мащенко Валентина Алексеевна — директор МОУ «СОШ с. Дмитриевка».
- Алексеева Лилия Николаевна — первый завуч, учитель русского языка и литературы.
- Куликова Любовь Александровна — второй завуч, учитель физики и математики.
- Меркулова Валентина Алексеевна — учитель русского языка, литературы и МХК.
- Журбина Маргарита Вагифовна — учитель иностранного языка.
- Гаевая Елена Александровна — учитель экологии, географии и биологии.
- Грушина Альбина Михайловна — учитель математики.
- Березина Светлана Борисовна — учитель истории, обществознания и правоведения.
- Остякова Любовь Николаевна — библиотекарь, учитель музыки и краеведения.
- Калуцкий Александр Александрович — учитель трудов и экономики.
- Сергеев Николай Михайлович — учитель ОБЖ.
- Ганич Ирина Викторовна — учитель физической культуры.
- Волкова Валентина Владимировна — учитель начальных классов.
- Калуцкая Зоя Михайловна — учитель начальных классов.
- Ландинок Татьяна Федоровна — учитель начальных классов.
- Королева Татьяна Владимировна — учитель начальных классов.

## Сейчас

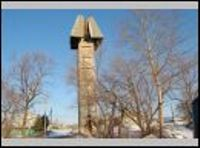
Башня «Маленькое Чикаго»

Сейчас Дмитриевка одно из самых популярных и развитых сел в Амурской области.